# Легницький замок
Замок П'ястів у Легниці (пол. Zamek Piastowski w Legnicy, нім. Schloss Liegnitz) — один з найстаріших кам'яних замків у Польщі, що розташований у місті Легниці в Нижньосілезькому воєводстві в Польщі. 

## Історія

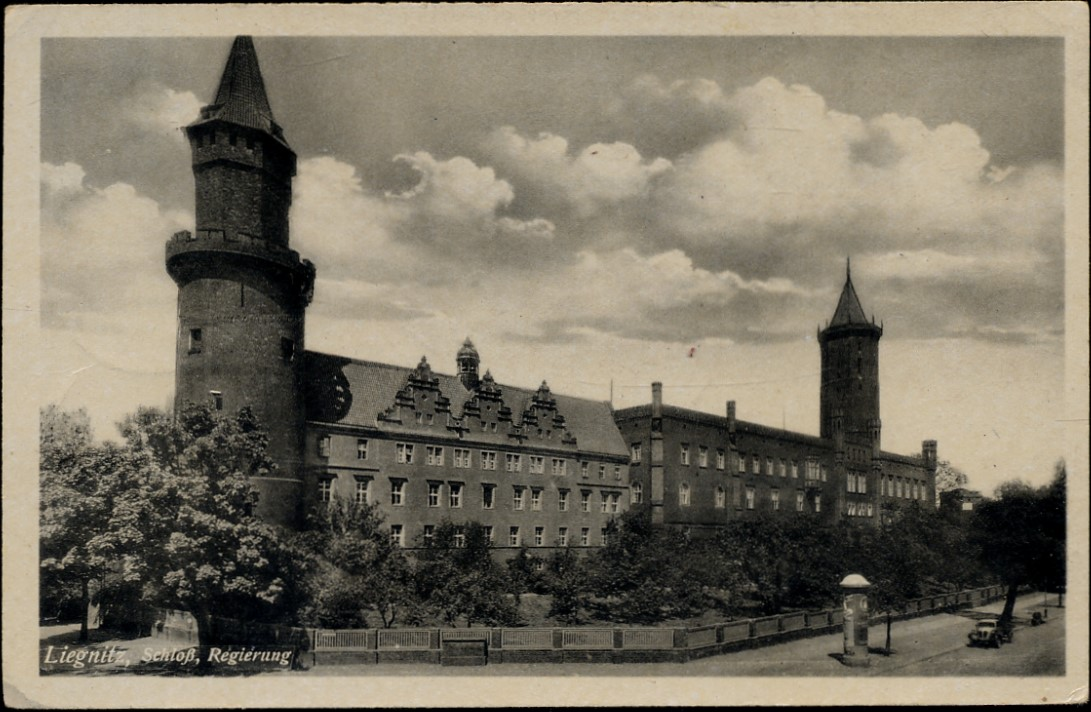
Замок на старій поштовій листівці з початку XX століття

Перші оборонні споруди на місці нинішнього замку ймовірно виникли ще у VIII столітті, а у X столітті тут швидше всього розташовувалися укріплення слов'янського племені требов'ян.
Мурований замок тут було збудовано наприкінці XII чи на початку XIII століття з ініціативи Генрика Бородатого чи його батька Болеслава Високого.
У 1241 році замок облягали татари, однак їм не вдалося його здобути.
Невдовзі замок став головною резиденцією легницько-бжеських князів.
На початку XV століття замок було перебудовано з ініціативи князя Людвіка II Бжеського, який запросив для цього французького архітектора. Його наступник Фридерик I Легницький, а згодом і його син Фридерик II Легницький продовжили розбудову замку, який оточив замок додатковим кільцем укріплень та ровом, а також спорудив нову замкову браму. За правління Фридерика II Легницького Легниця стала вагомим культурним і політичним центром.
В XVII столітті князь Єжи Рудольф Легницький перебудував східне та південне крило замку, а також у 1621 році збудував годинникову вежу. Близько 1660 року замість середньовічної Люблінської вежі було споруджено нову браму, яка отримала таку ж назву, а також бастею.
Після смерті останнього князя з родини П'ястів — Єжи Вільяма, у 1675 році, Легницьке князівство опинилося під контролем Габсбургів.
У 1690—1693 роках було здійснено реновацію замку, однак вже в 1711 році він згорів внаслідок пожежі. Відбудову було здійснено в стилі бароко із збереженням існуючої системи оборони.
В 1740 році Легницю здобув прусський король Фрідріх II, який наказав розібрати замок. Реалізацію цього наказу не було виконано, але в 1835 році в замку сталася чергова пожежа. Після цього замок було відбудовано за проєктом архітектора Кароля Фрідріха Шінкля, при цьому у процесі відбудови було втрачено багато цінних архітектурних деталей будівлі.
Навесні 1945 року замок вкотре серйозно постраждав від пожежі, згоріло близько 60 відсотків його забудови.
Відбудову замку було здійснено у 1962—69 роках, після того його було передано міським освітнім інституціям.

## Сучасність
У 2007—2013 роках було реалізовано черговий проєкт  з реновації замку.
В наш час у замку надалі розташовуються освітні інституції, а також Музей міді, окрім того замок відкритий для відвідування туристами. 

## Галерея

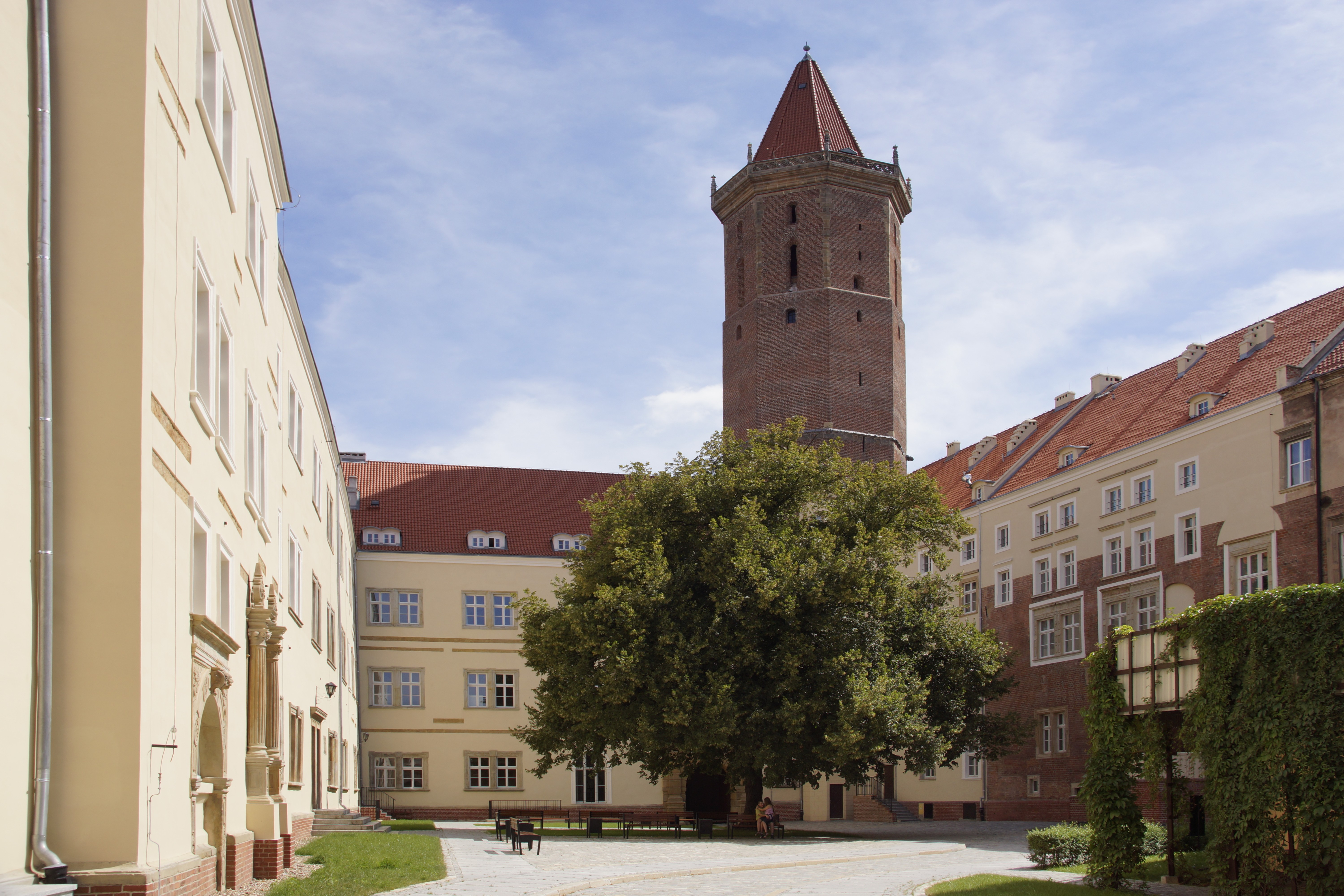
Замковий двір
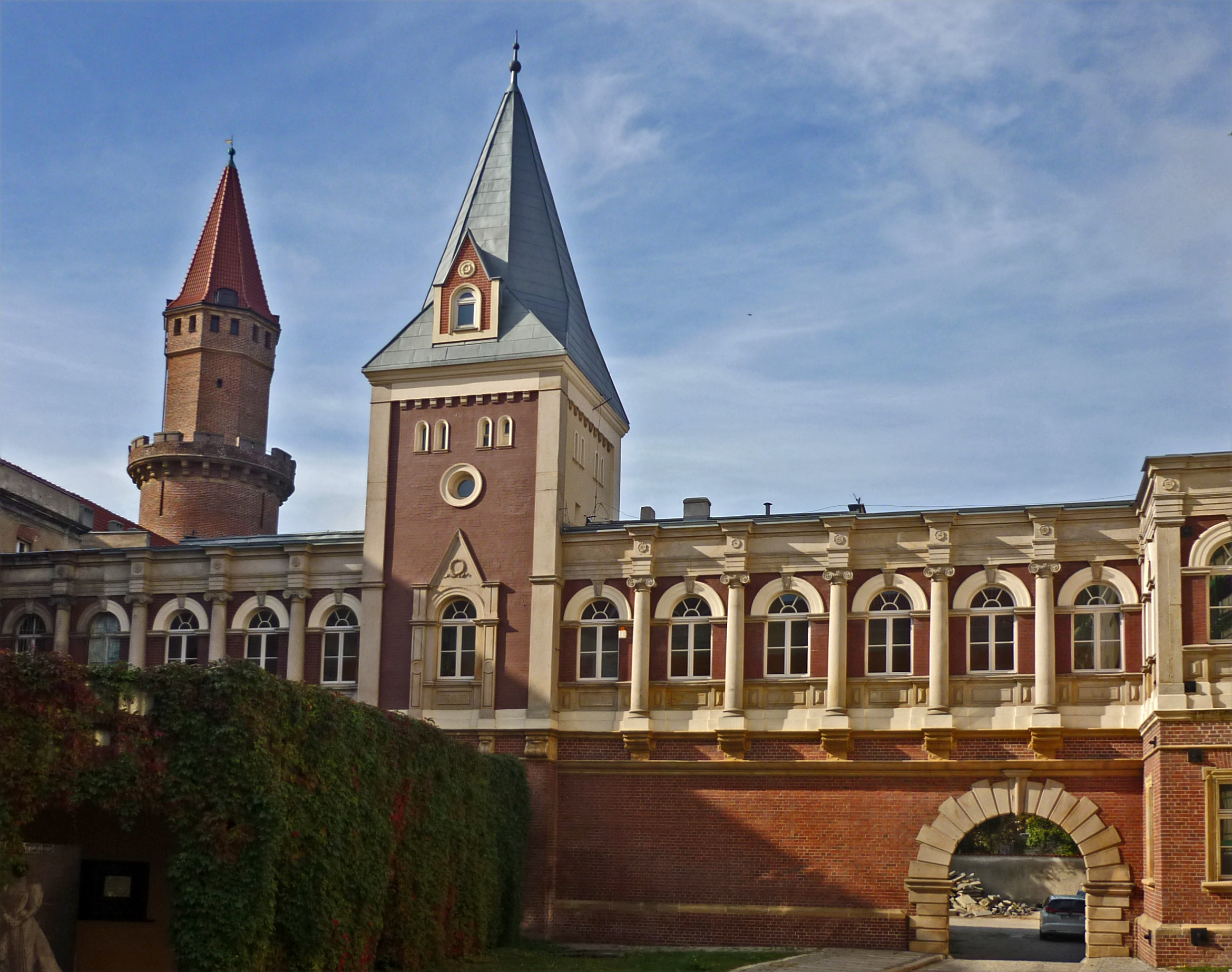
Вежі замку
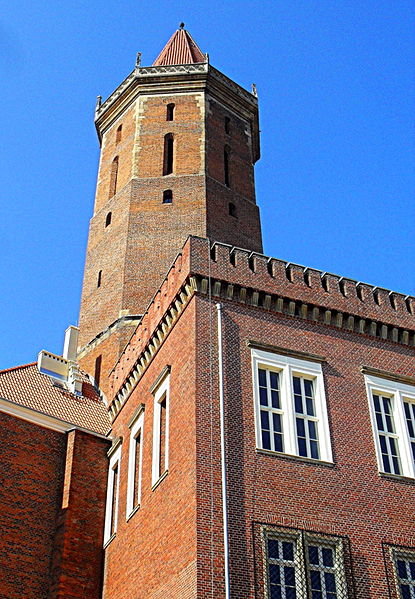
Вежа святого Петра
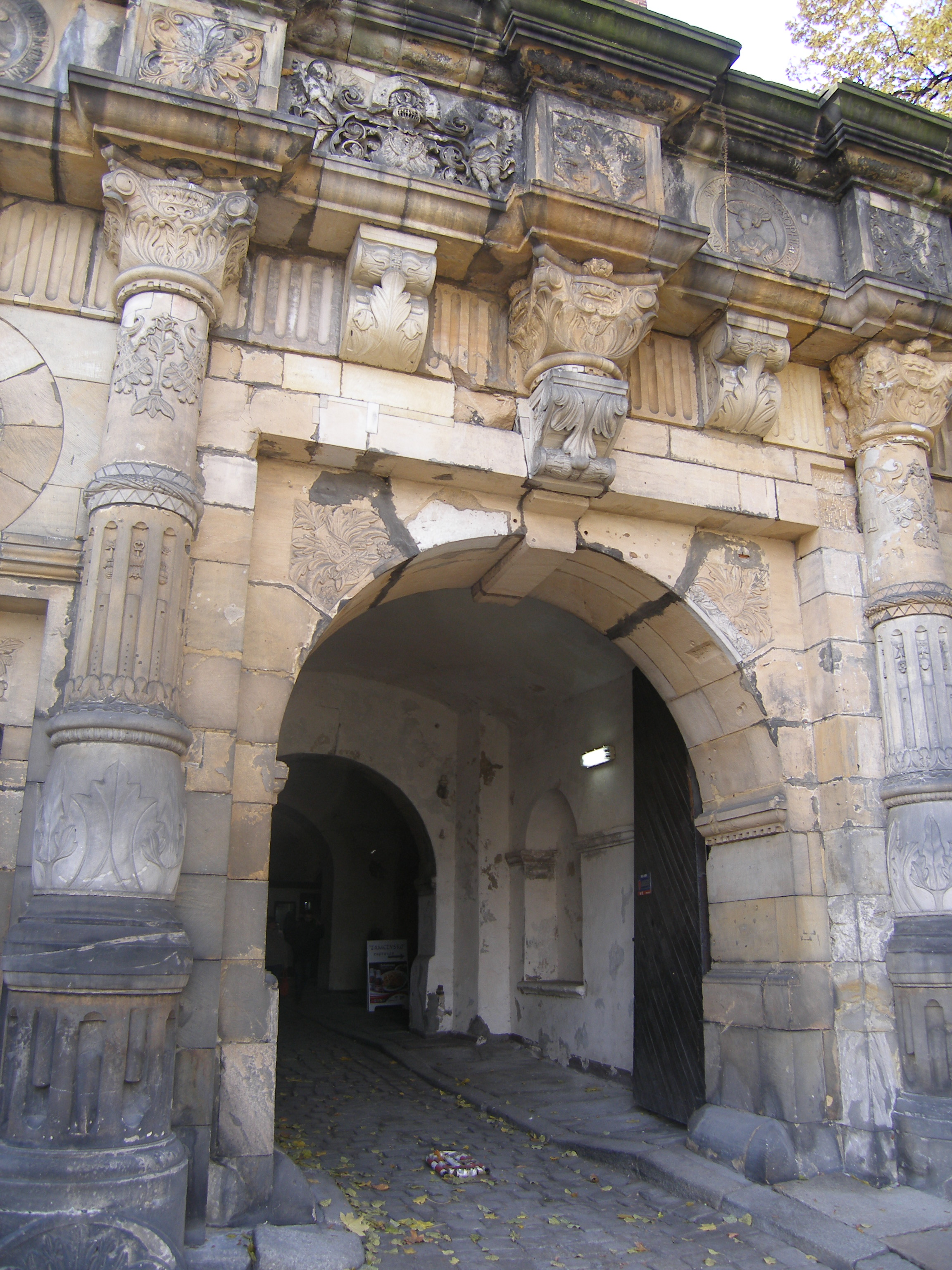
Портал